# 盧卡斯島
盧卡斯島，是南極洲的島嶼，位於伊利沙伯女皇地，處於普洛格島西北面4公里，由挪威探險隊拍攝空中照片和命名，現時由南極條約體系管理。